# Lussi i Svärstorp
Lussie i Svärstorp, död 1620, var en svensk kvinna som avrättades för häxeri. 
Hon blev på grund av påstått boleri med Satan dömd till att brännas på bål av den ordinarie häradsrätten i Hällestad efter en andra rättegång den 7 januari 1620. Domen fastställdes av Svea hovrätt och hennes fall är ett av de få där relativt fullständiga rättegångsprotokoll finns bevarade från häxprocesserna i Östergötland. Till skillnad mot de andra anklagade i denna häxprocess blev hon dömd efter Hertig Johans död den 5 mars 1618 då hertigdömet inkorporerades med övriga Sverige. I domen nämns inget om föregående halshuggning och eftersom detta var en tidig och speciell häxprocess menar en del att hon brändes levande.
Hon ställdes först inför rätta den 30 augusti 1619 där hon erkände att hon hade träffat Satan och tagit honom till sig vid tre tillfällen. Hon erkände även ett besök till Blåkulla. Vid den andra rättegången bad hon om att få leva och svarade inte på anklagelserna